# Розацца
Розацца (итал. Rosazza) — коммуна в Италии, располагается в регионе Пьемонт, в провинции Бьелла.
Население составляет 89 человек (2008 г.), плотность населения составляет 11 чел./км². Занимает площадь 8 км². Почтовый индекс — 13815. Телефонный код — 015.
Покровителем коммуны почитается святой апостол Пётр, празднование 29 июня.

## Демография
Динамика населения:

## Администрация коммуны
- Официальный сайт: http://www.rosazza.net/ Архивная копия от 9 июня 2006 на Wayback Machine